# 서울 안양암 천오백불전 신중도
안양암 천오백불전 신중도(安養庵 千五百佛殿 神衆圖)는 서울특별시 종로구 창신동, 안양암에 있는 일제강점기의 불화이다. 2004년 9월 30일 서울특별시의 문화재자료 제19호로 지정되었다.

## 개요
현재 천오백불전 향좌측에 모셔져 있는 신중도로 화기(畵記)에 의하면 1936년 안병문(安秉文), 김일차(金日叉) 등에 의하여 제작된 작품이다.
대웅전 신중도와는 구도 면에서 차이가 있다. 상․하단의 2단 도상을 취하여 상단에는 제석천(帝釋天)과 범천(梵天),하단에는 위태천(韋駄天)을 중심으로 50여 명에 달하는 신중(神衆)들을 빽빽하게 그려 넣었다. 상단의 제석과 범천 주위로는 일궁천자와 월궁천자를 비롯한 신중들과 악기를 연주하는 동자와 동녀 등이 서로 대칭되게 에워싸고 있다. 하단에는 위태천을 갑옷 입은 무장 신중들 18위(位)가 둘러싸고 있다. 상단 가장자리에는 화려한 보석을 단 깃발 등 장식들이 그려져 있어 매우 화려한 느낌을 준다.
그림의 하단 좌우로 화기가 남아 있는데 우측의 화기는 신중도 조성과 관련한 기록이고 좌측의 화기는 천오백불 조성과 관련한 기록이다. 화기의 내용은 다음과 같다.
(右)
昭和十一年丙子九月二十日神衆幀畵佛事時

證明 比丘 豊虛 畵員 安秉文 金日叉誦呪 洪普月

立繩 崔枕月 持殿 白蓮湖 都監 李養鶴別座 李淨志

鐘頭 朴正完 供司 陰月庵 畵記 李貞洙 化主

申妙光 施主 金淑貞 住持 李太俊 

昭和十一年丙子十月二十二日回餉

(좌)
昭和八年癸酉九月八日千五百佛造成佛事

證明 比丘 方漢岩 宋滿空 白龍城 李抱明 金擎雲

金東宣 薛石友 崔就塶 朴暎湖 會主比丘 朴抱明

禪德 李慧鏡 禪伯 崔枕月 持殿 白蓮湖

誦呪 洪善月 嚴碧波 秉瀍 李慧月 金魚 金普應

金石城 金又日 張雲谷 金日燮 魚山 李璟協

梵音 李慧月 梵唄 李璟協 侍者 朴昌先 朴正完

奉茶 康坦然 鐘頭 朴正完 唱佛 李璟協 都監

妙光 別座 李淨志 立繩 茶白雲 維那 李慧月

地排 尹東鉉 畵記 李貞洙 化主 李養鶴 崔相珠

金浩鎭 化主 信女 趙一心行 盧發心一 李性德行

金悟眞行 李大性心 李敬勳 李正德行 崔普蓮行

申光明心 鄭萬福花 安普明佛 鄭一念花 宋大願行

金上品花 李万月花 高金剛心 宋大性心 宋雲植

李万善花 李万善行 李万德行 喪敬載 林道德化

裵妙德化 尹眞性花 李正觀心 下上 朴道信行

河菩提心 許洙億 金萬山町氏 比丘 及 金善潭

比丘 金四道 崔圓虛 朴大慈行 高大輪 住持 李太俊

昭和十壹年乙亥十二月十五日回餉英眼

제작연대와 제작자가 분명하고 붉은 색이 주조를 이루나 배추색에 가까운 독특한 녹색이 많이 사용되어 이전의 불화 양식과는 다소 다르며 명암법이 많이 사용되는 등 당대 불화의 특징이
잘 살려진 예이므로 문화재자료로 지정한다.

## 참고 자료
- 안양암천오백불전신중도 - 국가유산청 국가유산포털